# Ólom(II)-oxid
Az ólom-oxid vagy pontosabban ólom(II)-oxid az ólom (Pb) és az oxigén (O) közös vegyülete. Összegképlete PbO.
Az ólom-oxidnak a természetben két módosulata fordul elő. A sárga módosulatnak rombos, a vörös módosulatnak négyzetes a kristályszerkezete. Mindkét forma megtalálható a természetben ásványként. A sárga módosulat ásványtani neve massicot.

## Előállítása
Az ólom-oxidot fémólom levegőn való hevítésével állítják elő, 600 °C-on. Más úton, ólom(II)-nitrát vagy ólom(II)-karbonát hőbontásával is ólom-oxid nyerhető.
2 Pb(NO3)2 → 2PbO + 4NO2 + O2
PbCO3 → PbO + CO2

## Kémiai tulajdonságai
Vízben gyakorlatilag oldhatatlan. Ha egy kevés ólom-oxid feloldódik vízben, ólom(II)-hidroxiddá (Pb(OH)2) Az ólom-oxid amfoter vegyület, ez azt jelenti, hogy savakban és lúgokban is oldódik. Inkább lúgos, mint savas jellegű, savakban könnyebben oldódik, mint lúgokban. Ha savakban oldják, ólom(II)-sók képződnek Lúgokban oldva [Pb(OH)3]- anionná alakul.
Ha hidrogén vagy szén jelenlétében hevítik, ólommá redukálódik. Ha levegőn hevítik, míniummá (Pb3O4) alakul.